# 东北暗沙
东北暗沙位于南沙群岛北部，双子群礁东北缘，贡士礁以南约1海里，最浅处水深约3米。1983年中国地名委员会公布的标准名称为“东北暗沙”。西方文献一般称为“Day Shoal”。